# 考える人 (ロダン)

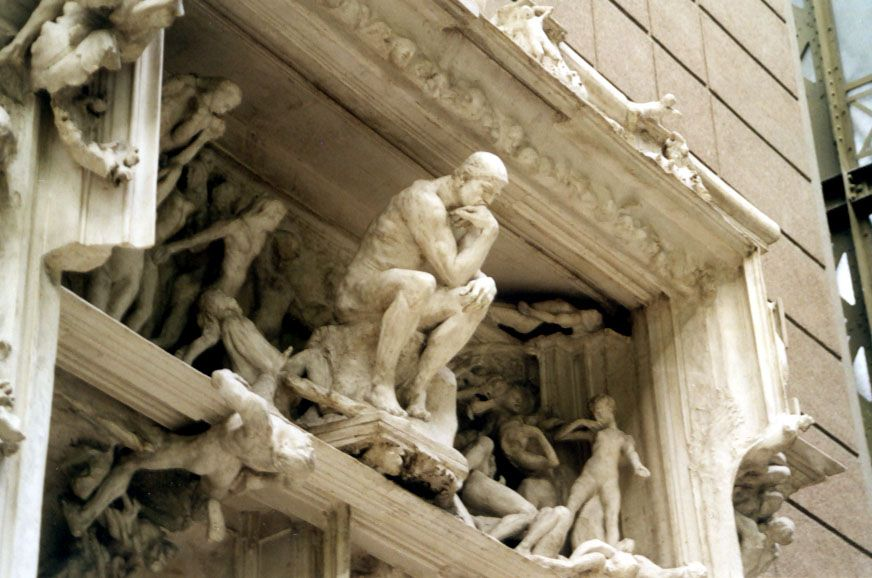
地獄の門（オルセー美術館）

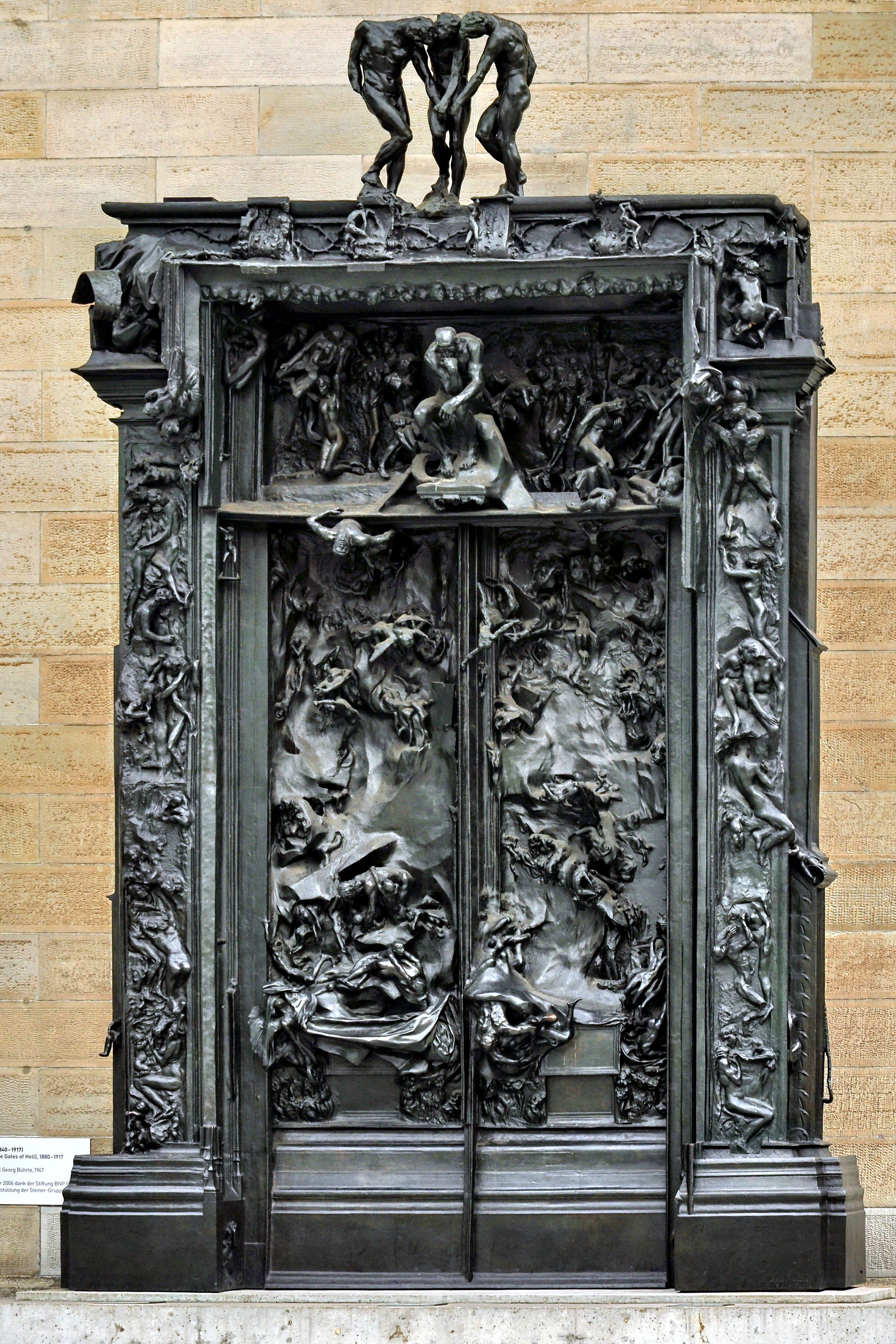
地獄の門（ ロダン美術館）

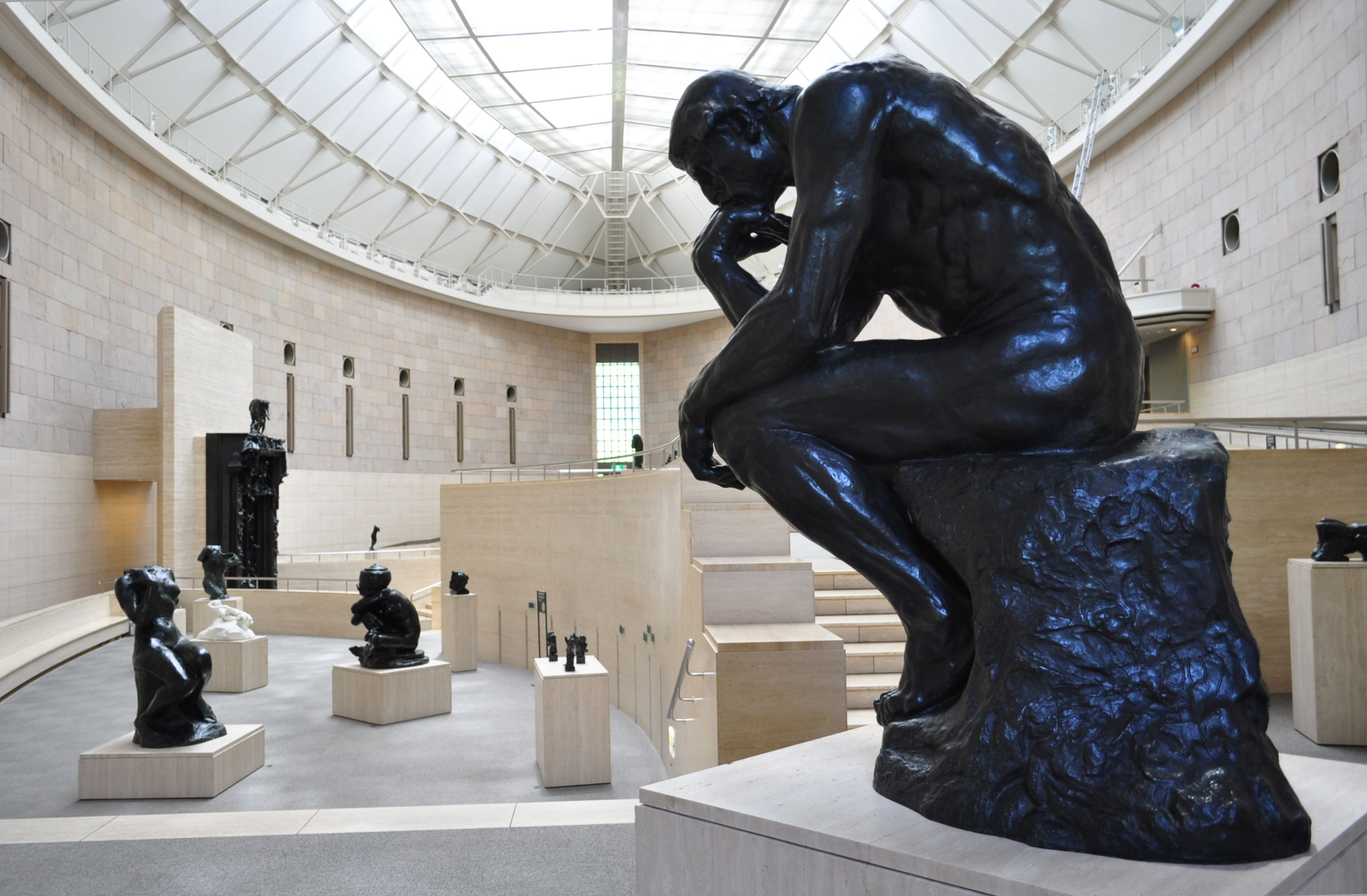
ロダン館の考える人（静岡県立美術館 2014年7月16日撮影）

『考える人』（かんがえるひと、フランス語: Le Penseur）は、オーギュスト・ロダンが制作したブロンズ像である。思索にふける人物を描写した像として知られるが、地獄に堕ちた人々を見つめているとの説もある。

## 概要
「考える人」は当初、“Le Poète”（詩人）と名づけられていたものである。「考える人」の名称は、ロダンの没後にこの作品を鋳造した鋳造職人のファウンドリ・リュディエ(fr)が命名したといわれる。
ロダンは、装飾美術博物館（Musée des Arts Décoratifs）の門を、ダンテの『神曲』に着想を得て制作し、それを『地獄の門』と名づけたが、この『考える人』はその門の頂上に置かれる一部分にあたる。
この考える人は、「地獄の門の上で熟考するダンテを表そうとしたもの」であるという説や、ロダン本人を表している説などがある。

## 設置場所

### オリジナル
- 京都国立博物館  日本
- 国立西洋美術館  日本
- 長島美術館  日本
- 西山美術館  日本
- 名古屋市博物館  日本[注釈 1]
- 亜洲大学  台湾
- 奇美博物館  台湾
- ラーケン墓地  ベルギー
- ニイ・カールスベルグ・グリプトテク美術館  デンマーク
- ビーレフェルト美術館  ドイツ
- ザクセン連邦学校  ドイツ
- ロダン美術館 (パリ)  フランス
- ムードン (フランス)  フランス
- バチカン美術館  バチカン
- Saint-Paul de Vence  イタリア
- Waldemarsudde  スウェーデン
- プーシキン美術館  ロシア
- ボルチモア美術館  アメリカ合衆国
- ワールドトレードセンター (ニューヨーク)（行方不明）  アメリカ合衆国
- クリーブランド美術館  アメリカ合衆国
- コロンビア大学  アメリカ合衆国
- デトロイト美術館  アメリカ合衆国
- ネルソン・アトキンス美術館  アメリカ合衆国
- ルイビル美術館  アメリカ合衆国
- ロダン美術館 (フィラデルフィア)  アメリカ合衆国
- California Palace of the Legion of Honor  アメリカ合衆国
- スタンフォード大学  アメリカ合衆国
- ノートン・サイモン美術館  アメリカ合衆国
- Soumaya美術館  メキシコ
- ブエノスアイレス（議事堂正面）  アルゼンチン （位置：南緯34度36分34.3秒 西経58度23分18.1秒 / 南緯34.609528度 西経58.388361度）
- リカルド・ブレンナンド研究所  ブラジル
- Lily Marinho collection  ブラジル

### 死後の鋳造
- 静岡県立美術館  日本
- ナショナル・ギャラリー (ワシントン)  アメリカ合衆国
- 旧国立美術館 (ベルリン)  ドイツ

など計26ヶ所にある。